# Civilreligion
Civilreligion är ett begrepp som kan hänföras till Rousseaus uppfattning att ett samhälle behöver en uppsättning enkla gemensamma dogmer av i vid mening religiös art. Det finns ingen enighet bland religionssociologer om vad som bör betraktas som civilreligion. Det kan handla om religiösa värderingar, symboler, ritualer och koncept som majoriteten av ett lands medborgare ser upp till och som därigenom säkerställer en nationell eller politisk enhet.
Ett utmärkande drag för civilreligion är dess koppling till statsmakten. Staten använder religion och symboler för att genomföra sina politiska mål. Alla företeelser som skapar identitet i en kultur kan ha religiösa komponenter. 

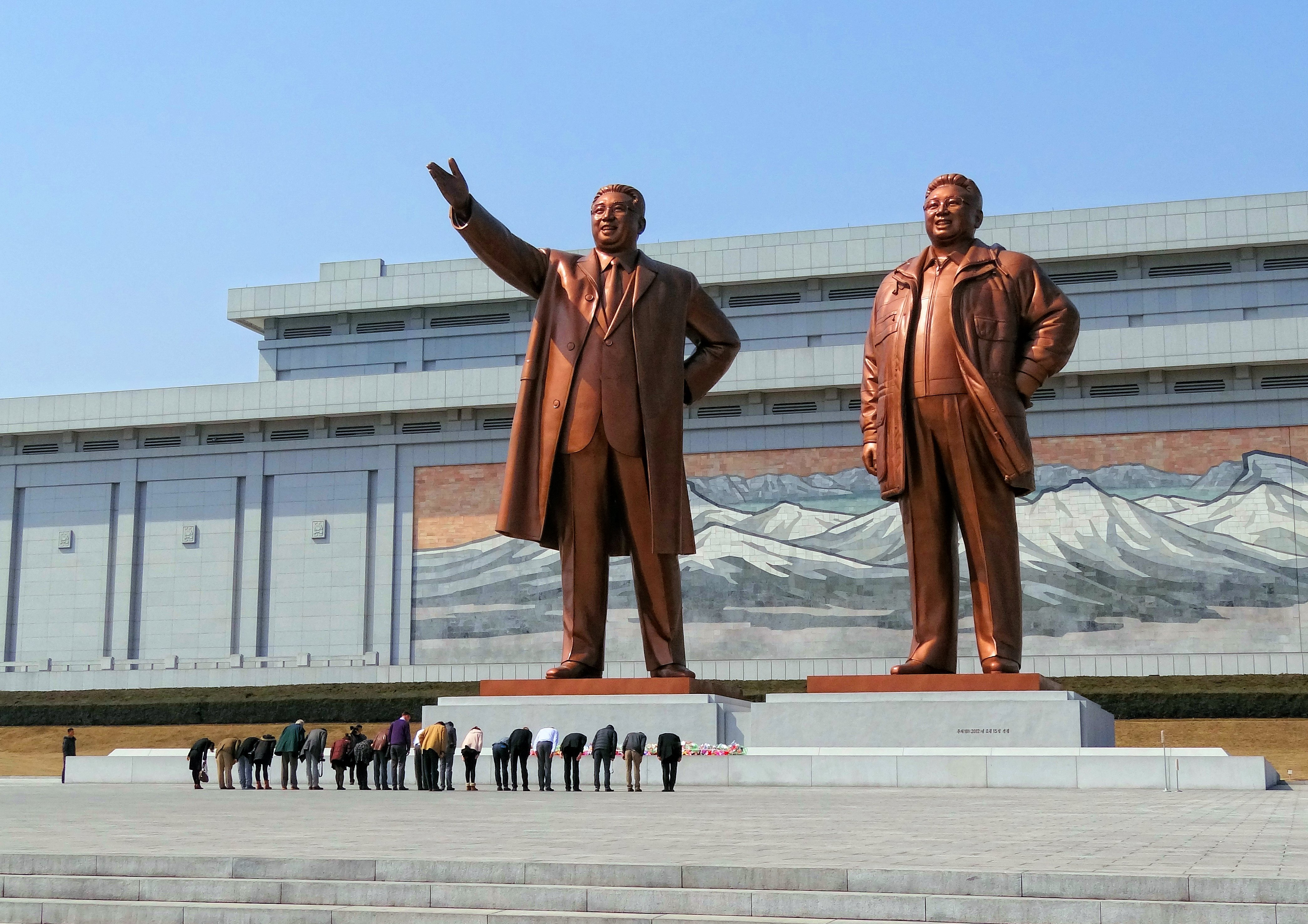
Människor bugar inför statyer av Kim il Sung och Kim Jong-Il

I den meningen är civilreligion alla delar av kulturen som inte kan förändras, avskaffas eller införas enbart genom politiska beslut. Förutsättningen för civilreligion är en åtskillnad mellan kyrka och stat. Statliga och religiösa mål skiljer sig åt, och därigenom deras attityder, övertygelser, ritualer och symboler. Men eftersom religiösa aspekter är avgörande även i en modern sekulär stat utvecklades termen civilreligion för de världsliga aspekterna.

## Historia
Civilreligionens karaktäristiska drag kan spåras tillbaka till stenåldern. När samhällen börjar med jordbruk och pastoralism tenderar de att producera religioner som systematiskt kontrollerar människors moral, som en internaliserad polisfunktion som underlättar samarbete mellan grannsamhällen med gemensamma politiska intressen och avhumaniserar människor från konkurrerande samhällen. Tämjandet av hästen gjorde det möjligt att bygga upp riken som var mycket större än byar som hålls samman genom släktband. Moraliserande religioner tenderar att finnas kvar även efter att rikena de grundats i gått under. En förklaring till detta kan vara att religionen ger befolkningen i ett givet område en betydande fördel som kvarstår även efter samhällelig kollaps eller erövring av främmande härskare.
När romerska imperiet expanderade kom det att omfatta människor från en mängd olika kulturer och religioner. Dyrkandet av ett ständigt ökande antal gudar accepterades så länge man såg kejsaren som den högste ledaren. Denne var den främste kultfunktionären i statskulten och var föremål för dyrkan i hela samhället. Från medeltiden till franska revolutionen var kungadömet av Guds nåde en vanlig princip i Europa. Detta innebar att en monark inte är ansvarig inför någon jordisk auktoritet (som ett parlament) eftersom dennes rätt att regera härrör från Gud.

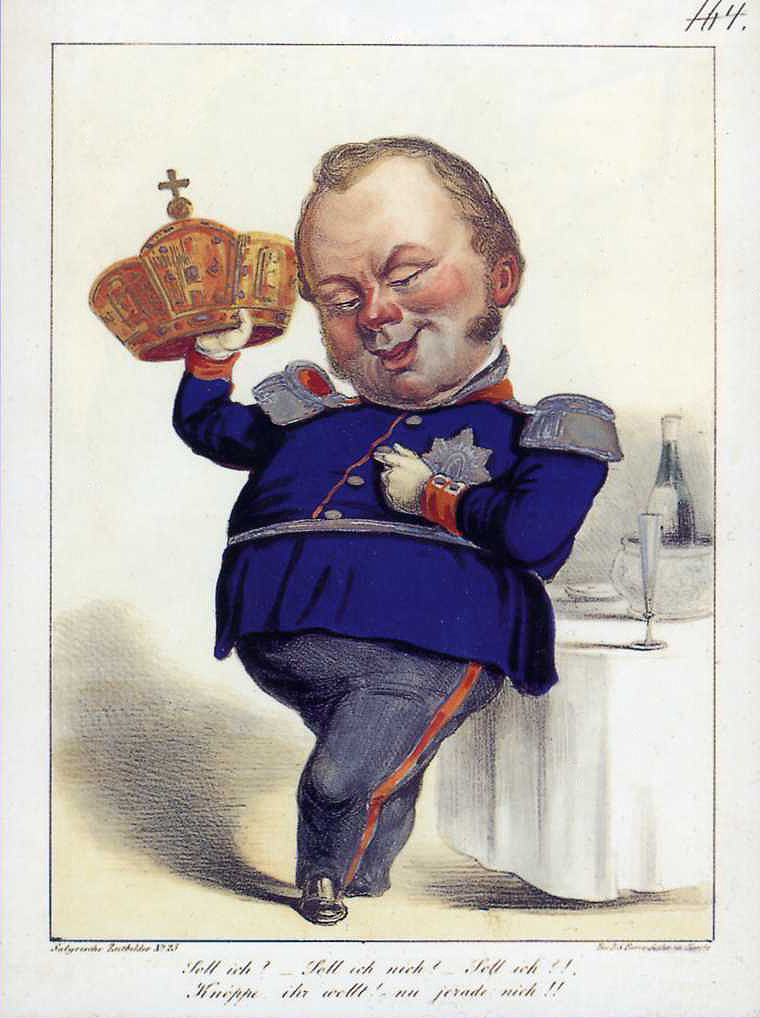
Fredrik Vilhelm IV räknar sina knappar för att bestämma sig om han ska ta emot kejsarkronan av folket eller tacka nej eftersom den inte är från Gud

Själva begreppet "civilreligion" uppstod först under 1700-talet. Jean-Jacques Rousseau, en representant för den franska upplysningen introducerade denna term 1762 i sin bok Om samhällsfördraget. Enligt Rousseau var dåtidens religion inte mogen för politiska problem (krig, maktmissbruk). Han använde begreppet religion civile som en trosbekännelse med enkla dogmer för alla medborgare. Gottfried Wilhelm von Leibniz använde begreppet cultus civilis. Immanuel Kant utvecklade en form av förnuftets sekulära religion  i boken Religionen inom det blotta förnuftets gränser.
Ur filosofisk synvinkel går både grundidén om en förnuftsreligion och att människans själ i sig är gudomlig tillbaka till Platons idéteori och lära om själen.

### Rousseaus definition
Jean-Jacques Rousseau definierar tre typer av religion i relation till samhället:
- Människans religion- har inga tempel,  altare eller riter och är begränsad till en rent inre dyrkan av den högsta Guden och moralens eviga förpliktelser. Denna religion är inte tillräcklig för att hålla ihop ett samhälle, eftersom en hycklare  kan utnyttja de religiösa som bara tror andra människor om gott och inte bryr sig tillräckligt mycket om vad som händer i detta livet. En diktator kan ta makten i ett land och då folket ser det som Guds vilja vill de inte störta honom.

- Medborgarens religion - är knutet till ett specifikt land. Den förenar en gudsdyrkan med kärleken till lagarna. Genom att göra landet till föremålet för tillbedjan lär det befolkningen att en tjänst som de utför åt staten är en tjänst åt deras skyddsgud. Det är en form av teokrati där det inte finns någon skillnad mellan den andliga och världsliga makten. Nackdelen med ett sådant samhälle är att det ständigt är i krig med andra länder som inte har den rätta läran.

- Prästernas religion - är frikopplad från staten. Staten  förespråkar att människor skall tro på något som gör dem till goda medborgare. Men de övernaturliga delarna av tron bryr sig staten inte om, utan människor får ha vilka åsikter de vill så länge det inte skadar människor med andra åsikter. Samhällskontraktet bryr sig inte om ett liv efter detta.

## Moderna civilreligioner globalt

### Amerika
Robert N. Bellah använde begreppet civilreligion 1967 för att beskriva fenomen i det amerikanska samhället. Han menade att det vid sidan av kyrkorna finns en tydligt urskiljbar, utvecklad och fast institutionaliserad sekulär religion som delas av de flesta amerikaner. Civilreligionen använder av olika symboler, som förutom nationella symboler t.ex. den amerikanska flaggan, även inkluderar symboler med starka bibliska konnotationer. Dessa civilreligiösa symboler förekommer främst i det offentliga rummet och mindre i de faktiska religiösa utrymmena i de olika amerikanska kyrkorna. Bellah tog upp exempel på  allmän religiositet i den politiska sfären. Bland annat nämner han presidenttal med det återkommande temat om ett amerikanskt öde styrt av Gud (" In God we trust "). Den amerikanska historietolkningen har ofta starka paralleller till Gamla testamentet, med USA som Nya Israel (Guds egen nation), Atlanten som Röda havet och självständighetsförklaringen och konstitutionen som analogi till de tio budorden. För Bellah var de tillhörande högtiderna också en del av en civilreligiös rit.

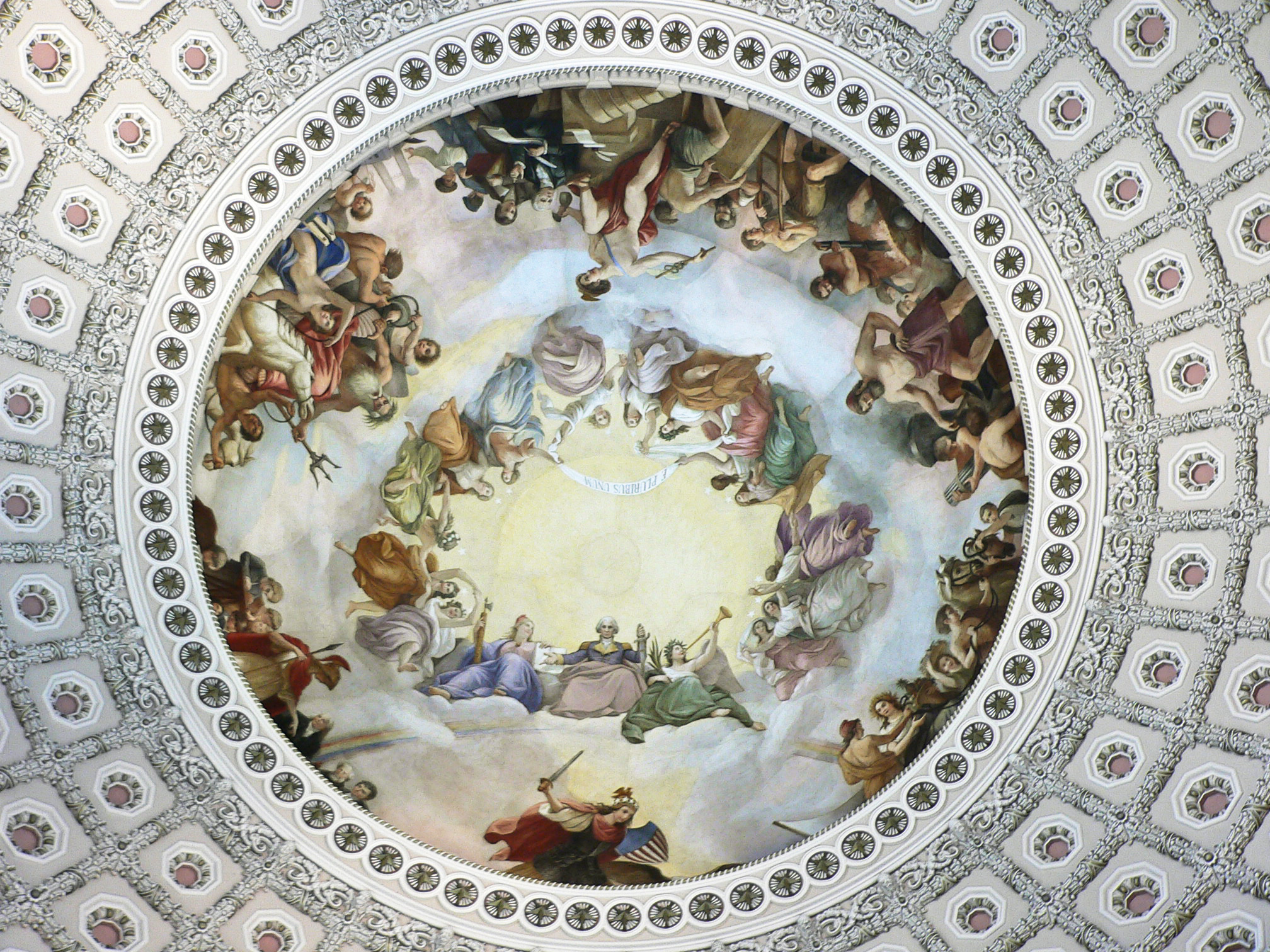
The Apotheosis of Washington, skildrar George Washington som en Gud

I Bellahs analys av Kennedys invigningstal betonar han att den blivande presidenten hänvisar till Gud tre gånger. Gud beskyddar det amerikanska samhället, och de flesta amerikaner accepterar detta faktum. Enligt författaren är presidentinvigningen en viktig rit inom civilreligionen: den legitimerar religiöst den högsta politiska makten. Kennedy avlägger en ed inför medborgarna i Amerika och inför Gud själv att upprätthålla konstitutionen, och säger att löftet om suveränitet inte riktas så mycket till människor som till Gud.
Inbördeskriget var avgörande för att forma amerikansk civilreligion. Nya frågor om liv, död, självuppoffring och inställningen till slaveri dök upp. Döden på slagfältet anses vara ett offer för ett högre syfte, de fallna genomförde Guds vilja och firas på minnesdagen. Inbördeskriget slutar med mordet på Guds utvalde president Abraham Lincoln som därmed blivit en martyr för det amerikanska samhället.
Allmän religiositet kombineras alltså med konstitutionell patriotism och nationell stolthet för att bilda en enhet. Denna amerikanska stil av politiskt tänkande återspeglar parollen om civilisationernas sammandrabbning, som i sin tur sammanblandas med den "postsekulära" idén om "religionernas återkomst". Ett levande exempel på sambandet mellan religion och patriotism i USA är den fortfarande populära sången Battle Hymn of the Republic från tiden för det amerikanska inbördeskriget med refrängen "Glory, glory, hallelujah ...".
Robert Bellah hävdar att Amerika efter andra världskriget blivit ett centrum för västerländsk civilreligion. Därför måste Amerika involvera det internationella samfundet i sin civilreligion.

### Den islamska världen
I Indonesien finns en diskussion om begreppet civilreligion ur den islamiska världens perspektiv. Denna civilreligion upphöjer de sociala förhållandena i staden Medina vid profetens tid till ett socialt ideal.
En "civilstat" är ett svårfångat begrepp: medan det hänvisar till en icke-religiös stat, används det också av islamistiska rörelser. Termen föddes ur frånvaron av en västerländsk term som lämpar sig för den statsmodell som många i arabvärlden eftersträvar. Idén om en civil stat har fått fotfäste i den arabiska offentliga och politiska diskursen efter den arabiska våren.

### Ryssland
Grunderna till en civilreligion i Ryssland kan spåras i det ryska imperiets statsideologi under Nikolaj I:s regeringstid "ortodoxi, autokrati, nationalitet". I Sovjet skapades en så kallad "pseudo-religion", där man kan hitta funktioner som är karakteristiska för en civilreligion. Till exempel minneskomplexet för 26 Baku-kommissarier eller Lenins mausoleum. Dessa var heliga platser för tillbedjan på nationella helgdagar. Att uppnå kommunismen krävde medborgerlig osjälviskhet för en ljusare framtids bästa. Därmed blev Sovjetryssland en helig institution med sitt eget syfte. 

Med Sovjetunionens kollaps på 90-talet skedde fler förändringar i samhället och ideologer försvagades, vilket ledde till uppkomsten av nya symboler och betydelser. Ryssland fick status som en sekulär stat, vilket gjorde det möjligt för Rysk-ortodoxa kyrkan att föra in nya symboler och betydelser, nya hjältar, nya ritualer och helgdagar till det offentliga fältet, vilket accepterades av majoriteten av befolkningen. 
Ett annat inslag i civilreligionen i det moderna Ryssland är en helgdag som kom från det förflutna och lyckades behålla sin helighet - Segerdagen (9 maj).

### Västeuropa
De till stor del sekulära beaktandesatserna till västerländska konstitutioner och i mellanstatliga konventioner om mänskliga rättigheter har en konfessionell karaktär. Nedanstående citat är från ingressen till Europeiska unionens stadga om de grundläggande rättigheterna från 2009:
Europas folk har mellan sig skapat en allt fastare sammanslutning och har beslutat att dela en fredlig framtid på grundval av gemensamma värden. I medvetande om sitt andliga och etiska arv bygger unionen på de odelbara och universella värdena människans värdighet, frihet, jämlikhet och solidaritet samt på den demokratiska principen och rättsstatsprincipen. Unionen sätter människan i centrum för sin verksamhet genom att inrätta ett unionsmedborgarskap och skapa ett område med frihet, säkerhet och rättvisa.
Den tyske statsvetaren Andreas Nix menar att den västeuropeiska civilreligionen bygger på judisk-kristen teism. Referenser till en högre makt kan motivera människor både till att ta personligt ansvar och förstå gränserna för vad staten skall bestämma över. En liberal rättsstat måste vara ytterst försiktig med historiska källor (tex Bibeln) för vad som är moraliskt rätt och hur medborgarna och staten ska förhålla sig till varandra. Inledningen av EU:s stadga om de grundläggande rättigheterna kan därför tolkas som en ersättning för en sådan referens till Gud som till exempel finns i USA:s självständighetsförklaring.
Jämfört med USA kan begreppet civilreligion inte tillämpas i samma utsträckning i Tyskland. Det finns inga nationella symboler med jämförbar ställning som väcker liknande reaktioner i befolkningen i stort och det offentliga rummet präglas inte heller av religiösa symboler som uttrycker en ideal självbild. För den evangeliska kyrkan i Tyskland förklarar biskop Wolfgang Huber att Amerika och Tyskland har "två motsatta civila religioner". I Tyskland diskuteras idén och begreppet Författningspatriotism. Detta innehåller väsentliga delar av begreppet civilreligion i högst politisk mening. Hans Küngs idé om en global etik kombinerar inte bara sekulär etik med idén om religion, utan förlitar sig också på en politisk rörelse.

## Kritik
Robert Bellahs idé om en civilreligion har kritiserats av många forskare, inklusive den tyske forskaren Paul Tillich och Bellah själv, av tre huvudsakliga skäl:
- På grund av dess specifika egenskaper kan civilreligion endast tillämpas i det moderna amerikanska samhället.

- Det finns många nationer som skiljer sig från varandra i sin etniska och kulturella identitet och som inte har sin egen civilreligion.

- Moderna politiska uttalanden bygger på traditionella föreställningar,så förekomsten av en specifik civilreligion behövs inte som förklaring till detta.